# Клофач, Вацлав
Вацлав Ярослав Клофач (чеш. Václav Jaroslav Klofáč) — чехословацкий государственный и политический деятель. Один из лидеров Чехословацкой национально-социалистической партии.

## Биография

### Ранние годы и юность
Вацлав Ярослав Клофач родился 21 сентября 1868 г. в Гавличковом Броде. После учёбы в местной гимназии некоторое время работал сельским учителем, а затем уехал в Прагу. Сначала поступил на медицинский, а затем и на философский факультет Карлова университета. В годы учёбы Клофач быстро сошёлся с радикальным студенческим движением. Более того, стал секретарём одного из ведущих молодежных объединений «Общество читателей» («Čtenářský spolek»), стоявшего на позициях младочехов. Членство Клофача в этой организации положило начало активной политической деятельности. Он сразу заявил о себе как о выдающемся ораторе. Постепенно завоевывал популярность не только в студенческой среде, но и среди рабочих. В конце 1890 Клофач стал соредактором младочешской газеты «Народные письма» («Národní listy»), получив приличную зарплату, что обеспечило ему устойчивое финансовое положение.
В 1892 г. Клофач пошёл добровольцем в армию и вскоре получил известность благодаря тому, что в ходе переклички на военных учениях вместо привычного немецкого «hier» («Здесь!») Выкрикнул чешское «там». Его наказали — три дня гауптвахты. Его примеру последовали многие чешских резервистов, несмотря на увеличение сроков наказания. Позже к чехам присоединились венгры, поляки. Император негодовал и угрожал введением осадного положения. В конце концов от такого рода учений отказались.
Важную роль в судьбе Клофача сыграл 1897 год, а именно 4 апреля 1897 г. была образована Чешская национально-социальная партия. Хотя правильнее датой её учреждения следует считать апрель 1898 года, когда состоялся учредительный съезд и была принята программа. Все политические партии, за исключением младочехов, выступили против создания партии национальных социалистов. Поговаривали, что партия была создана на деньги младочехов. И хотя её первым председателем стал Ф. Квача, было очевидно, что её идеологом является В. Клофач. С самого начала он противопоставил идеи национального социализма марксистскому социализму. «Для того чтобы стать интернационалистами — говорил Клофач, — мы, прежде всего, должны стать националистами». Он был убежден, что вместе с распространением классового марксизма в сознание чехов проникают чужеродные элементы.
Радикализм партии проявился не только в программных заявлениях, но и в организации протестной деятельности — проведение митингов и демонстраций, на которых выступал Клофач и часто присутствует полиция. Так, чешский политик и журналист Я. Герб эти выступления характеризовал как «угрозу общественной жизни».

### Первые шаги в большой политике
Вскоре после смерти Ф. Салочки председателем партии стал Клофач. А в 1901 г. он был избран депутатом австрийского рейхсрата и сразу проявил себя как непримиримый антимилитаристом и сторонник сотрудничества славянских народов. С начала XX века. славянский направление становится доминантой в деятельности Клофача и партии. Он стал заниматься славянским вопросом ещё в студенческие годы. Его речи о внешней политике Вены удивляли своим радикализмом. Особенно широкий отклик имел выступление Клофача в парламенте в сентябре 1903 г., когда он обвинил австро-венгерскую внешнюю политику в том, что она является агентом германского «Дранг нах Остен».
Он выступал за коренное изменение методов «безмозглой политики МИД Австро-Венгрии», поскольку был убежден, что Габсбургская монархия ставила своей целью недопущение создания сильных славянских государств и поэтому надежды на то, что вторжение Австро-Венгрии на Балканы приведет к укреплению позиций славян, он называл глубоким заблуждением. Так же как и надежды на то, что Австро-Венгрия может стать преимущественно славянским государством, также полагал безосновательными, так как это не соответствовало интересам Германии.
В июле 1908 г. в Праге прошёл славянский съезд. Чешская делегация состояла из представителей всех чешских партий. Организаторы съезда попытались придать ему широкий общественный резонанс. Так, чешские национальные социалисты по инициативе Клофача собрали многолюдный митинг, в котором приняли участие иностранные делегаты съезда. Целью митинга, выраженной в лозунге «Демократизм и славянство», была пропаганда «славянского народного социализма» как идеологического оружия, пригодного для всех славянских народов, против «деструктивного интернационального российского социализма». А. Столыпин писал, что Клофач — это «действительно выдающийся народный трибун», что такой рабочей толпы он не видел в России и не мечтал о такой «социализм».
6 октября 1908 Франц-Иосиф обнародовал указ о присоединении Боснии и Герцеговины к своим владениям. Большинство чешских политиков расценивали боснийский кризис как свершившийся факт. Лидер младочехов К. Крамарж пытался убедить славянских депутатов рейхсрату в необходимости «безоговорочно проголосовать за аннексию». Для прикрытия нарушение международного права он предложил предоставить населению Боснии и Герцеговины свободу, либеральную конституцию и тем самым получить моральное оправдание аннексии. Речь же Клофача в делегациях привлекла внимание всей славянской прессы и дипломатического корпуса, аккредитованного в Вене. Она контрастировала с выступлениями других делегатов: Клофач категорически отверг аннексию «как акт насилия, совершенный под влиянием Берлина» и предложил провести плебисцит, чтобы узнать волю населения Боснии и Герцеговины. Такая позиция лидера национальных социалистов привела к росту его популярности как в чешских землях, так и за их пределами. Российская либеральная пресса, например, изображала его как «истинного славянолюба».
Под руководством Клофача в рейхсрати образовалась объединённая оппозиция славянского меньшинства, которая выступила против законопроекта об аннексии Боснии и Герцеговины. Но, тем не менее, правительственный законопроект был утвержден. Протест чешских депутатов в пражском сейме привел к его закрытию. Австрийская полиция начала гонения на Клофача, заявил, что он якобы распространял текст гимна предательского содержания, в котором позорились Австрия и Сербия славилась, подстрекал солдат нападать на своих командиров, которые будут заставлять их стрелять в сербов. После аннексии Боснии и Герцеговины Клофач был убежден, что Австрия, благодаря «невозможной политике», ходит «по лезвию бритвы» и твердым шагом идет к войне.
В дальнейшем позиция национальных социалистов, ведомых Клофачем, становилась более радикальной. Номера партийной газеты «Ческе слово» («Českí slovo») конфисковывались чаще других изданий. Выдвинув лозунг «Балканы — балканским народам!», Выступив против вмешательства Габсбургской монархии в балканские дела, Клофач определил единственно возможную миссию австро-венгерской балканской политики — «поиск доверия балканских народов». Во время своей поездки в Сербию в октябре — ноябре 1912 г. Клофач высказался за победу «славянской федерации на Балканах», что объективно было враждебно Габсбургам. Примерно с этого же времени наблюдалось сближение Клофача с российским консулом в Праге. Жуковским. Эти отношения особенно укрепились накануне Первой мировой войны.

### Первая мировая война
В условиях обострения внутренней обстановки в Австро-Венгрии и напряжения отношений с Россией перед чешскими политиками встал вопрос выбора. В январе 1914 г. Клофач совершил секретную поездку в Петербург. Позже он информировал В. Жуковского, что встречался с генералом Я. Г Жилинский и обсуждал с ним вопросы, связанные с созданием кадров из преданных России людей и подготовкой секретной организации в Чехии для разведывательной деятельности (на случай войны с Австрией). Клофач подготовил записку о задачах русской политики. В ней, в частности, говорилось, что в интересах России помочь национальным социалистам вести славянске агитацию в восточной Моравии и Силезии — районах, важных для российского государства в случае войны. Клофач предлагал учредить «секретариаты» (представительства своей партии в ряде чешских городов и центральный секретариат в Вене, начать выпуск ежедневных газет на чешском языке в Силезии и Моравии.
Он писал, что тайной целью этих секретариатов стала бы постепенная подготовка надежных людей в каждом городе и каждом селе, чтобы «на случай наступления российской армии через Силезию на восточную Мораву были люди, на которых русское войско могло бы вполне положиться. Речь теперь идет о продуманную пропаганду славянского русофильского духа и подготовительной организации. Так же действует и действовала Австрия в российской Польше против России». В самом конце записки Клофач приводил смету расходов на предполагаемые акции. Он просил у России по 1000 руб. на ежегодную деятельность каждого секретариата, а всего (с газетами) считал, что нужно 10 тыс. руб. ежегодно. Взамен он обещал быстрый и значительный результат. Таким образом, можно предположить, что национальные социалисты рассматривались Россией как возможный союзник на территории потенциального противника на случай войны.
Вступление Австрии в войну практически парализовал деятельность чешских политических партий. В первую очередь удар был направлен против чешского национального движения, антиавстрийски настроенных политических деятелей. Преследованиям подверглась партия национальных социалистов: её лидеры, в том числе Клофач, были арестованы, пресса запрещена, организации распущены. Это в первую очередь было связано с позицией партии в национальном вопросе. Ведь ещё в программе (1902 р.) говорилось: «Мы добиваемся восстановления суверенной, с собственным законодательством государства из Королевств Чехии, Моравии и Силезии на исторической территории ...». Не последнюю роль здесь сыграла и активная антивоенная деятельность её молодежных организаций. Однако, по мнению чешского историка И. Шедиви, арест Клофача носил превентивный характер, так как обвинение ему было выдвинуто лишь в конце мая 1917 г..
После смерти Франца-Иосифа на престол вступил Карл I. Правительство заявило о стремлении восстановить конституционные основы, созвать парламент, который не собирался с начала войны, смягчить внутриполитический курс. В частности, был отменен военный суд над гражданскими лицами, объявлена общая амнистия политическим заключенным, в результате которой более 700 чешских деятелей были освобождены из тюрем и лагерей. Среди них и Клофач. Эта акция не только не привела к ослаблению чешско-австрийской конфронтации, но и ещё больше усилила радикальное крыло чешских политиков.
В годы войны шла дальнейшая разработка программных установок партии. Клофач, например, заявлял, что «чешский социализм — это национальный идеализм, который создал лучшую часть нашей истории и противостоит международному материализма». Он стремился к тому, чтобы его взгляды были понятны простому человеку. Предлагал объединиться и ремесленнику, и рабочему, и интеллигенту в борьбе за права и свободы, считая, что отличий между богатыми и бедными гораздо меньше, чем «между плохим, никчемным человеком и добрым, благородным». Клофач подчеркивал, что его партия сделала синтез из социализма и национализма, взяв все разумное.
По мнению национальных социалистов, война фактически опровергла марксистские принципы исторического материализма и классовой борьбы. В социальной политике они выступали за конкретную практическую деятельность, а не за «теоретические призрака». Клофачу принадлежит известная фраза: «Пусть капиталисты построят собственный дом (то есть государство), а мы будем в нем квартиру». Социально-экономические проблемы предполагалось решать после того, как будут достигнуты общенациональные задачи, решен «чешский вопрос».
В годы Первой мировой войны национальные социалисты поддержали радикальное направление во главе с Т. Г. Масариком, Э. Бенешем и М. Штефаником, что ориентировался на победу стран Антанты и создания независимого Чехословацкого государства. Так, в январе 1918 г. в ходе выработки и принятия Трехкраловой декларации Клофач заявил, что Австро-Венгрия уже не существует, так как она была «уничтожена и похоронена Германией», и поэтому послевоенное устройство чешских земель не будет иметь ничего с ней общего.

### Деятельность в независимой Чехословакии
В июле 1918 года В. Клофач вместе с А. Швеглою был избран заместителем председателя Чехословацкого национального комитета во главе с К. Крамаржом. Основная задача этого комитета заключалась в предотвращении возможных беспорядков и обеспечении перехода власти в нужный момент. Осенью 1918 г. в Женеве состоялись переговоры, в которых приняли участие К. Крамарж и В. Клофач (Чехословацкий национальный комитет), Ф. Станек и Г. Габрман (Чешский союз депутатов), Э. Бенеш (заграничный сопротивление). Тогда была достигнута договоренность, что Чехословакия будет республикой, президентом станет Масарик, премьер-министром — Крамарж, военным министром — Штефаник, министром финансов — Рашин, министром обороны страны — Клофач. Эти договоренности не были полностью реализованы. При этом некоторые кандидатуры Масарика не устраивали. Особые нарекания у него вызвал Клофач — «министр национальной обороны — анархист и бездельник». Масарик часто находил для него пренебрежительные слова. И не всегда они были беспочвенны.
Весной 1919 года началась война с Венгрией. Венгерская Красная армия захватила часть территории восточной Словакии. Это вызвало бурю негодования в чехословацком политическом лагере. На повестку дня встал вопрос о формировании регулярной армии. Если раньше сторонников этой идеи было немного, потому что бытовало мнение, что сильная армия отпугнет народ, то сейчас она все чаще находила поддержку среди политической элиты страны. За неудачи в войне с Венгрией Клофач, как министр национальной обороны, подвергся критике со всех сторон (мол, он вместо того, чтобы заниматься войной в Словакии, ездил по партийным съездам), а некоторые политики (В. Шробар) вообще призывали привлечь его к ответственности.
После ультиматума Антанты венгерские части были отведены к демаркационной линии. Словацкую территорию и Закарпатье заняли чехословацкие и румынские войска. Таким образом, кризис был преодолен. Клофач немедленно подал в отставку, но Т.Г. Масарик её не принял. Более того, после падения кабинета К. Крамаржа Клофач снова был назначен министром национальной обороны уже в правительстве Тусара.
Неудачи военной кампании в Венгрии отразились на формировании вооруженных сил страны. До этого предполагалось, что ЧСР будет довольствоваться территориально-милиционных системой, то есть такому принципу вооруженных сил, который основывается на личном составе воинских соединений и частей в мирное время с минимальным количеством кадровых военнослужащих и на обучении приписанного к этим соединениям и частям переменного состава. Такой позиции придерживался и Клофач. Сопротивление всему армейскому и обусловило во многом избрание этого известного антимилитариста, на пост министра национальной обороны. Однако неудачи в войне с Венгрией усилили голоса тех, кто выступал за кадровую армию. И 19 марта 1920 г. был принят компромиссный вариант «Закона об обороне», в котором отмечалось, что устройство вооруженных сил будет строиться на милицейских принципе, а его действие носит временный характер. Таким образом, взяли верх опасения создать регулярную армию кадровую, позже этот закон был доработан.
Отход от активной политической деятельности. В 1920-е годы Клофач постепенно стал вытесняться из руководства партии, становился скорее её символом. Сам он объяснял это тем, что устал, разочаровался и т. п Некоторому оживлению способствовал IX съезд партии в мае 1921 г., на котором Клофач, в частности, заявил, что «наш национализм настолько глубокий, что есть и социализмом, который означает любовь, справедливость и братство. Национализм без человечности и гуманизма Коменского, а в наши дни и без гуманизма Масарика не является чешским национализмом… Социализм — это борьба за справедливость, но социализм не является борьбой против народа, а является борьбой и работой во имя народа. Быть национальным сегодня, когда у нас есть независимость, значит быть государственным. Этот элемент государственности есть и будет таким оставаться, несмотря на угрозы республике как слева, так и справа». Программа, принятая на этом съезде, вызвала неоднозначную реакцию со стороны других политических партий.
В 1925 г. Клофач был избран Председателем Сената, и во второй половине 1920-х гг. он сосредоточился только на парламентской работе, государственных постов не занимал. И хотя вплоть до прекращения деятельности партии (1938 г.) Клофач и оставался её председателем, но его политическое влияние постепенно падало. Реальное руководство в партии принадлежало представителю националистического течения. Стршобрнома, которого Масарик сначала рассматривал как одного из самых перспективных политиков. Однако в 1926 г. разгорелся внутрипартийный конфликт, участниками которого стали Стршобрны, Клофач, Бенеш и Масарик.